# Túnel de Bracons
El túnel de Bracons  es un túnel de la carretera C-37 situado en la Vall d'en Bas. Tiene una longitud de 4556 metros. Su construcción permite unir más rápidamente la Garrocha y Osona; anteriormente se tenía que pasar por el alto de Bracons.

## Longitudes de cada túnel

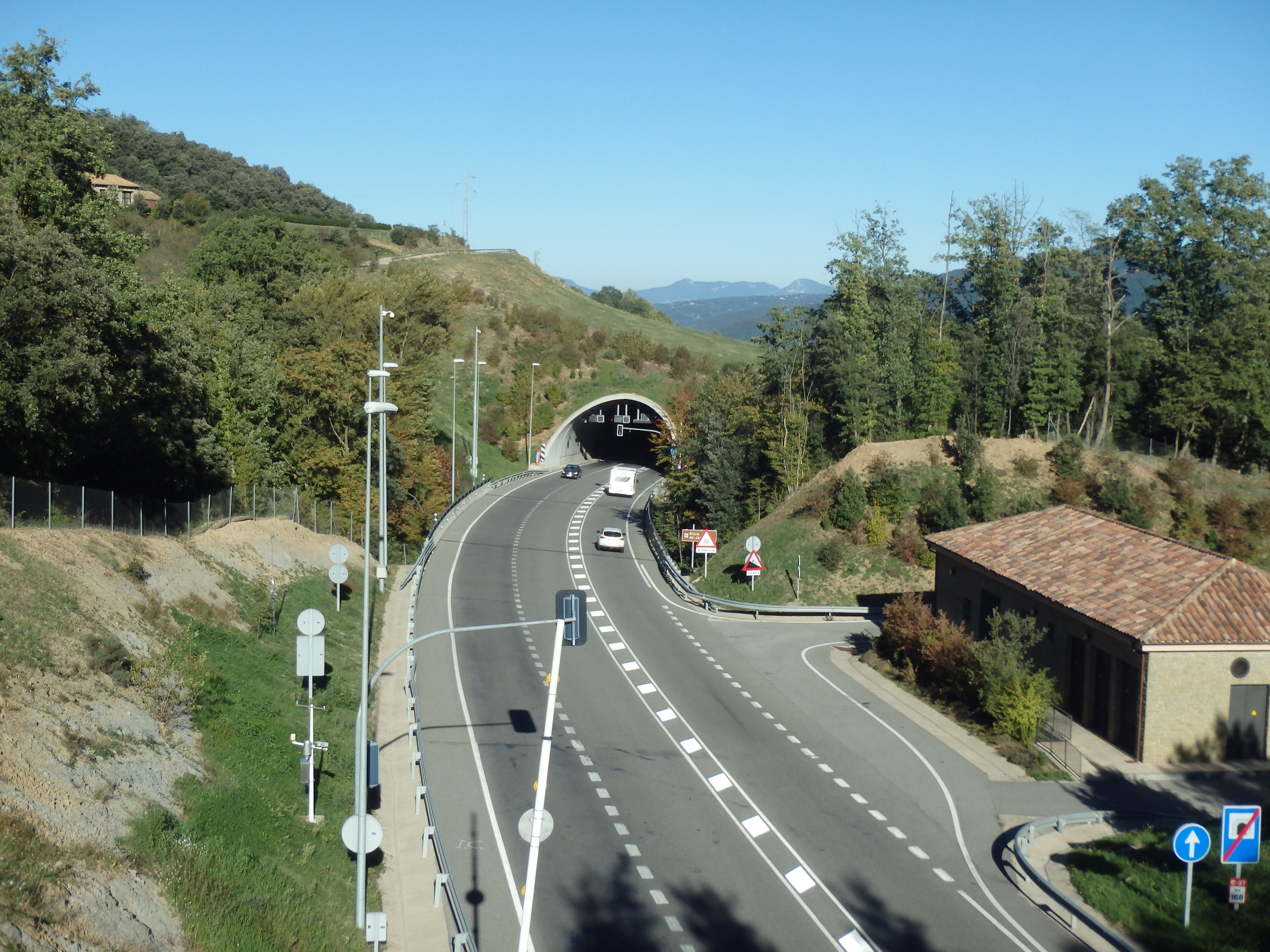
Boca sur del túnel de la Carrera, justo saliente del túnel de Bracons.

- Falso túnel de la Cavorca: 160 m
- Falso túnel de los Cuervos: 86 m
- Túnel de las Salinas: 216 m
- Túnel de Sala: 510 m
- Túnel de la Vuela: 475 m
- Túnel de la Rierola: 106 m
- Túnel de Bracons: 4.556 m
- Túnel de La Carrera : 122 m
- Túnel de La Famada : 94 m
- Túnel de La Codina : 1.470 m

## Longitudes de los puentes y viaductos
- Viaducto de las Salinas: 269 m
- Viaducto de la Vuela: 156 m
- Viaducto de Fornès: 112 m

- Datos: Q18008719
- Multimedia: Túnel de Bracons / Q18008719